# 李兆吉
李兆吉（1923年9月—2017年5月8日），河南省偃师县人，中华人民共和国政治人物。

## 生平
1937年9月，参加中国共产党。1938年2月，起先后任延安中央军委通信学校助教、副班主任，中央军委总台报务员、领班等。1946年，任东北执行分部电台队长。1948年，任东北野战军司令部三处电台队长、参谋、副科长。1950年，起先后任中南军区司令部三处科长，总参谋部通信部业务处副处长、通信处处长，总参谋部通信兵部科技部副部长，第四机械工业部二局局长、部办公厅代主任，第十九研究院院长。1977年，任第四机械工业部副部长。1982年，任国务院电子计算机和大规模集成电路领导小组办公室主任，国务院电子振兴领导小组办公室顾问。1989年退休。2017年5月8日，因病医治无效在北京逝世，享年93岁。